# Thần giao cách cảm
Thần giao cách cảm (nguồn gốc từ tiếng Hy Lạp τηλε - tele - "khoảng cách xa", và πάθεια - patheia - "cảm giác") Theo tâm linh giải thích là việc truyền thông tin giữa các tâm thức bằng các phương thức khác với các giác quan tri giác đã biết. 
Được xem là một hình thức tri giác ngoài giác quan (extra-sensory perception) hay nhận thức dị thường (anomalous cognition), thần giao cách cảm thường được liên hệ với các hiện tượng dị thường (paranormal phenomena) khác, chẳng hạn như tiên tri, khả năng thấu thị (clairvoyance), và psychokinesis (khả năng di chuyển đồ vật hoặc gây tác động từ xa). Các hiện tượng thần giao cách cảm thiếu bằng chứng tin cậy và chủ yếu dựa vào giai thoại, chuyện kể nên không được khoa học chấp nhận.